# Liste von Fantasyfilmen der 2000er Jahre
Die Liste von Fantasyfilmen der 2000er Jahre gibt einen chronologischen Überblick über Kino- und abendfüllende TV-Produktionen, die im Zeitraum von 2000 bis 2009 in diesem Genre gedreht wurden. Bei der Nutzung ist zu beachten, dass ein Teil der aufgeführten Filme sich mit artverwandten Genres aus dem Bereich der Phantastik wie Horror und Science-Fiction überschneidet, aber auch Drama und Komödie. Die Liste erhebt keinen Anspruch auf Vollständigkeit und unterliegt einem laufenden Erweiterungsprozess.

## 2000
| Titel                                                               | Regie                           | Produktionsland                                              |
| ------------------------------------------------------------------- | ------------------------------- | ------------------------------------------------------------ |
| Die Abenteuer von Rocky & Bullwinkle                                | Des McAnuff                     | Vereinigte Staaten / Deutschland                             |
| Die Abenteuer von Santa Claus                                       | Glen Hill                       | Vereinigte Staaten                                           |
| The Crow III – Tödliche Erlösung                                    | Bharat Nalluri                  | Vereinigte Staaten / Deutschland                             |
| Dragonheart – Ein neuer Anfang                                      | Doug Lefler                     | Vereinigte Staaten                                           |
| Dreamgate                                                           | Brigitta Dresewski              | Deutschland / Spanien                                        |
| Dungeons & Dragons                                                  | Courtney Solomon                | Vereinigte Staaten / Tschechien                              |
| Escaflowne – The Movie                                              | Kazuki Akane                    | Japan                                                        |
| Family Man                                                          | Brett Ratner                    | Vereinigte Staaten                                           |
| Final Destination                                                   | James Wong                      | Vereinigte Staaten                                           |
| Die Flintstones in Viva Rock Vegas                                  | Brian Levant                    | Vereinigte Staaten                                           |
| God’s Army III – Die Entscheidung                                   | Patrick Lussier                 | Vereinigte Staaten                                           |
| Der Grinch                                                          | Ron Howard                      | Vereinigte Staaten                                           |
| F.A.K.K.²                                                           | Michael Coldewey, Michel Lemire | Kanada / Vereinigte Staaten / Deutschland                    |
| Highlander: Endgame                                                 | Douglas Aarniokoski             | Vereinigte Staaten                                           |
| In einem Land vor unserer Zeit VII – Der geheimnisvolle Zauberstein | Charles Gosvenor                | Vereinigte Staaten                                           |
| Jason und der Kampf um das Goldene Vlies                            | Nick Willing                    | Vereinigte Staaten                                           |
| The Kid – Image ist alles                                           | Jon Turteltaub                  | Vereinigte Staaten                                           |
| Ein Königreich für ein Lama                                         | Mark Dindal                     | Vereinigte Staaten                                           |
| Left Behind                                                         | Vic Sarin                       | Vereinigte Staaten                                           |
| Die Legende von Bagger Vance                                        | Robert Redford                  | Vereinigte Staaten                                           |
| Oh! My Goddess: Der Film                                            | Hiroaki Gōda                    | Japan                                                        |
| Pakt der Wölfe                                                      | Christophe Gans                 | Frankreich                                                   |
| Sindbad & Serena – Im Land der Nebelschleier                        | Alan Jacobs, Evan Ricks         | Indien / Vereinigte Staaten                                  |
| Teuflisch                                                           | Harold Ramis                    | Vereinigte Staaten / Deutschland                             |
| Tiger and Dragon                                                    | Ang Lee                         | Taiwan / Volksrepublik China / Vereinigte Staaten / Hongkong |
| Vampire Hunter D: Bloodlust                                         | Yoshiaki Kawajiri               | Japan                                                        |
| Der Weg nach El Dorado                                              | Don Paul, Eric Bergeron         | Vereinigte Staaten                                           |
| Das zehnte Königreich                                               | David Carson, Herbert Wise      | Vereinigte Staaten / Deutschland / Vereinigtes Königreich    |
| Zum Leben erweckt                                                   | Mark Rosman                     | Vereinigte Staaten                                           |

## 2001
| Titel                                                  | Regie                                      | Produktionsland                                                   |
| ------------------------------------------------------ | ------------------------------------------ | ----------------------------------------------------------------- |
| Atlantis – Das Geheimnis der verlorenen Stadt          | Gary Trousdale, Kirk Wise                  | Vereinigte Staaten                                                |
| Chihiros Reise ins Zauberland                          | Hayao Miyazaki                             | Japan                                                             |
| Dinosaurier                                            | Eric Leighton, Ralph Zondag                | Vereinigte Staaten                                                |
| Dr. Dolittle 2                                         | Steve Carr                                 | Vereinigte Staaten                                                |
| Donnie Darko                                           | Richard Kelly                              | Vereinigte Staaten                                                |
| Final Fantasy: Die Mächte in dir                       | Hironobu Sakaguchi, Motonori Sakakibara    | Vereinigte Staaten / Japan                                        |
| Einmal Himmel und zurück                               | Chris Weitz, \|Paul Weitz                  | Vereinigte Staaten                                                |
| Die grüne Wolke                                        | Claus Strigel                              | Deutschland                                                       |
| Halloweentown II                                       | Mary Lambert                               | Vereinigte Staaten                                                |
| Harry Potter und der Stein der Weisen                  | Chris Columbus                             | Vereinigtes Königreich / Vereinigte Staaten                       |
| Hearts in Atlantis                                     | Scott Hicks                                | Vereinigte Staaten                                                |
| Der Herr der Ringe: Die Gefährten                      | Peter Jackson                              | Vereinigte Staaten / Neuseeland                                   |
| In einem Land vor unserer Zeit VIII – Der erste Schnee | Charles Gosvenor                           | Vereinigte Staaten                                                |
| InuYasha – Affections Touching Across Time             | Toshiya Shinohara                          | Japan                                                             |
| Invincible – Die Liga der Unbesiegbaren                | Jefery Levy                                | Vereinigte Staaten / Kanada                                       |
| Just Visiting                                          | Jean-Marie Poiré                           | Vereinigte Staaten / Frankreich                                   |
| Ein königliches Versprechen                            | Kryštof Hanzlík                            | Tschechien                                                        |
| Ein Kuss mit Folgen                                    | Allan Arkush                               | Vereinigte Staaten                                                |
| Lara Croft: Tomb Raider                                | Simon West                                 | Vereinigte Staaten / Vereinigtes Königreich / Deutschland / Japan |
| Lenya – Die größte Kriegerin aller Zeiten              | Michael Rowitz                             | Deutschland / Österreich                                          |
| Max, Susi und das magische Telefon                     | Václav Vorlíček                            | Tschechien                                                        |
| Die Monster AG                                         | Peter Docter, David Silverman, Lee Unkrich | Vereinigte Staaten                                                |
| Monkeybone                                             | Henry Selick                               | Vereinigte Staaten                                                |
| Die Mumie kehrt zurück                                 | Stephen Sommers                            | Vereinigte Staaten                                                |
| Die Nebel von Avalon                                   | Uli Edel                                   | Vereinigte Staaten / Deutschland / Tschechien                     |
| Nenn’ mich einfach Nikolaus                            | Peter Werner                               | Vereinigte Staaten                                                |
| The Restless                                           | Cho Dong-oh                                | Südkorea                                                          |
| Ritter Jamal – Eine schwarze Komödie                   | Gil Junger                                 | Vereinigte Staaten                                                |
| Rölli und die Elfen                                    | Olli Saarela                               | Finnland                                                          |
| Das Sams                                               | Ben Verbong                                | Deutschland                                                       |
| Schwer verliebt                                        | Peter und Bobby Farrelly                   | Vereinigte Staaten / Deutschland                                  |
| Shrek – Der tollkühne Held                             | Andrew Adamson, Vicky Jenson               | Vereinigte Staaten                                                |
| Slayers Premium                                        | Jun'ichi Satō                              | Japan                                                             |
| Thomas, die fantastische Lokomotive                    | Britt Allcroft                             | Vereinigte Staaten / Vereinigtes Königreich                       |
| Die vergessene Welt                                    | Stuart Orme                                | Vereinigtes Königreich                                            |
| Vidocq                                                 | Pitof                                      | Frankreich                                                        |

## 2002
| Titel                                                           | Regie                          | Produktionsland                                           |
| --------------------------------------------------------------- | ------------------------------ | --------------------------------------------------------- |
| Bis in alle Ewigkeit                                            | Jay Russell                    | Vereinigte Staaten                                        |
| Clockstoppers                                                   | Jonathan Frakes                | Vereinigte Staaten                                        |
| Erkan & Stefan gegen die Mächte der Finsternis                  | Axel Sand                      | Deutschland                                               |
| The Gamers                                                      | Matt Vancil                    | Vereinigte Staaten                                        |
| Harry Potter und die Kammer des Schreckens                      | Chris Columbus                 | Vereinigtes Königreich / Vereinigte Staaten / Deutschland |
| Harte Brötchen                                                  | Tim Trageser                   | Deutschland                                               |
| Hero                                                            | Zhang Yimou                    | Volksrepublik China                                       |
| Der Herr der Ringe: Die zwei Türme                              | Peter Jackson                  | Vereinigte Staaten / Neuseeland                           |
| Hot Chick – Verrückte Hühner                                    | Tom Brady                      | Vereinigte Staaten                                        |
| Ice Age                                                         | Chris Wedge                    | Vereinigte Staaten                                        |
| In einem Land vor unserer Zeit IX – Die Reise zum großen Wasser | Charles Gosvenor               | Vereinigte Staaten                                        |
| InuYasha – The Castle Beyond the Looking Glass                  | Toshiya Shinohara              | Japan                                                     |
| Invisible – Gefangen im Jenseits                                | Joel Bergvall, Simon Sandquist | Schweden                                                  |
| Karlsson vom Dach                                               | Vibeke Idsøe                   | Schweden / Norwegen                                       |
| Königin der Verdammten                                          | Michael Rymer                  | Vereinigte Staaten, Australien                            |
| Das Königreich der Katzen                                       | Hiroyuki Morita                | Japan                                                     |
| Like Mike                                                       | John Schultz                   | Vereinigte Staaten                                        |
| Maléfique – Psalm 666                                           | Eric Valette                   | Frankreich                                                |
| Peter Pan: Neue Abenteuer in Nimmerland                         | Robin Budd, Donovan Coock      | Vereinigte Staaten / Kanada / Australien                  |
| Phenomenon II – Ein wunderbares Genie                           | Ken Olin                       | Vereinigte Staaten                                        |
| Santa Clause 2 – Eine noch schönere Bescherung                  | Michael Lembeck                | Vereinigte Staaten                                        |
| Die Schneekönigin                                               | David Wu                       | Vereinigte Staaten                                        |
| Scooby-Doo                                                      | Raja Gosnell                   | Vereinigte Staaten                                        |
| The Scorpion King                                               | Chuck Russell                  | Vereinigte Staaten / Deutschland / Belgien                |
| Star Wars: Episode II – Angriff der Klonkrieger                 | George Lucas                   | Vereinigte Staaten                                        |
| Stuart Little 2                                                 | Rob Minkoff                    | Vereinigte Staaten                                        |
| Verhexte Hochzeit                                               | Kaspar Heidelbach              | Deutschland                                               |

## 2003
| Titel                                              | Regie                                 | Produktionsland                                                        |
| -------------------------------------------------- | ------------------------------------- | ---------------------------------------------------------------------- |
| Atlantis – Die Rückkehr                            | Victor Cook, Toby Shelton, Tad Stones | Vereinigte Staaten                                                     |
| Bärenbrüder                                        | Aaron Blaise, Robert Walker           | Vereinigte Staaten                                                     |
| Big Fish                                           | Tim Burton                            | Vereinigte Staaten                                                     |
| Bruce Allmächtig                                   | Tom Shadyac                           | Vereinigte Staaten                                                     |
| Buddy – Der Weihnachtself                          | Jon Favreau                           | Vereinigte Staaten                                                     |
| Carol und die Weihnachtsgeister                    | Matthew Irmas                         | Vereinigte Staaten                                                     |
| Final Destination 2                                | David R. Elis                         | Vereinigte Staaten                                                     |
| Fluch der Karibik                                  | Gore Verbinski                        | Vereinigte Staaten                                                     |
| Freaky Friday – Ein voll verrückter Freitag        | Mark Waters                           | Vereinigte Staaten                                                     |
| Gefangene der Zeit                                 | John Kent Harrison                    | Kanada                                                                 |
| Die Geistervilla                                   | Rob Minkoff                           | Vereinigte Staaten                                                     |
| Der Herr der Ringe: Die Rückkehr des Königs        | Peter Jackson                         | Vereinigte Staaten / Neuseeland                                        |
| In einem Land vor unserer Zeit X – Die große Reise | Charles Gosvenor                      | Vereinigte Staaten                                                     |
| InuYasha – Swords of an Honorable Ruler            | Toshiya Shinohara                     | Japan                                                                  |
| Ein Kater macht Theater                            | Bo Welch                              | Vereinigte Staaten                                                     |
| Lara Croft: Tomb Raider – Die Wiege des Lebens     | Jan de Bont                           | Vereinigte Staaten / Vereinigtes Königreich / Deutschland / Japan      |
| Die Liga der außergewöhnlichen Gentlemen           | Stephen Norrington                    | Vereinigte Staaten / Vereinigtes Königreich / Deutschland / Tschechien |
| Lord of the G-Strings                              | Terry M. West                         | Vereinigte Staaten                                                     |
| Das Medaillon                                      | Gordon Chan                           | Vereinigte Staaten / Hongkong                                          |
| Northfork                                          | Michael Polish                        | Vereinigte Staaten                                                     |
| Peter Pan                                          | P. J. Hogan                           | Vereinigte Staaten                                                     |
| Sams in Gefahr                                     | Ben Verbong                           | Deutschland                                                            |
| Shrek 4-D                                          | Simon J. Smith                        | Vereinigte Staaten                                                     |
| Sin Eater – Die Seele des Bösen                    | Brian Helgeland                       | Vereinigte Staaten / Deutschland                                       |
| Sinbad – Der Herr der sieben Meere                 | Tim Johnson, Patric Gilmore           | Vereinigte Staaten                                                     |
| Underworld                                         | Len Wiseman                           | Vereinigte Staaten / Vereinigtes Königreich / Deutschland / Ungarn     |

## 2004
| Titel                                              | Regie                                       | Produktionsland                                                       |
| -------------------------------------------------- | ------------------------------------------- | --------------------------------------------------------------------- |
| Back to Gaya                                       | Lenard Fritz Krawinkel, Holger Tappe        | Deutschland                                                           |
| Bibi Blocksberg und das Geheimnis der blauen Eulen | Franziska Buch                              | Deutschland                                                           |
| Catwoman                                           | Pitof                                       | Vereinigte Staaten                                                    |
| Devilman                                           | Hiroyuki Nasu                               | Japan                                                                 |
| Dragon Storm – Die Drachenjäger                    | Stephen Furst                               | Vereinigte Staaten / Deutschland / Bulgarien                          |
| Earthsea – Die Saga von Erdsee                     | Robert Lieberman                            | Vereinigte Staaten                                                    |
| Ella – Verflixt & zauberhaft                       | Tommy O’Haver                               | Vereinigte Staaten / Irland / Vereinigtes Königreich                  |
| George und das Ei des Drachen                      | Tom Reeve                                   | Vereinigte Staaten / Deutschland / Vereinigtes Königreich / Luxemburg |
| Halloweentown III: Halloweentown Highschool        | Mark A. Z. Dippé                            | Vereinigte Staaten                                                    |
| Harry Potter und der Gefangene von Askaban         | Alfonso Cuarón                              | Vereinigtes Königreich / Vereinigte Staaten                           |
| Hellboy                                            | Guillermo del Toro                          | Vereinigte Staaten                                                    |
| If Only                                            | Gil Junger                                  | Vereinigte Staaten / Vereinigtes Königreich                           |
| InuYasha – Fire on the Mystic Island               | Toshiya Shinohara                           | Japan                                                                 |
| Lemony Snicket – Rätselhafte Ereignisse            | Brad Silberling                             | Vereinigte Staaten / Deutschland                                      |
| Die Nibelungen                                     | Uli Edel                                    | Deutschland / Vereinigte Staaten / Südafrika / Italien                |
| Der Polarexpress                                   | Robert Zemeckis                             | Vereinigte Staaten                                                    |
| Quatermain und der Schatz des König Salomon        | Steve Boyum                                 | Vereinigte Staaten / Deutschland                                      |
| The Quest – Jagd nach dem Speer des Schicksals     | Peter Winther                               | Vereinigte Staaten                                                    |
| Scooby Doo 2 – Die Monster sind los                | Raja Gosnell                                | Vereinigte Staaten                                                    |
| Shrek 2 – Der tollkühne Held kehrt zurück          | Andrew Adamson, Kelly Asbury, Conrad Vernon | Vereinigte Staaten                                                    |
| Strings – Fäden des Schicksals                     | Anders Rønnow Klarlund                      | Dänemark / Schweden / Norwegen / Vereinigtes Königreich               |
| Van Helsing                                        | Stephen Sommers                             | Vereinigte Staaten / Tschechien                                       |
| Wächter der Nacht – Nochnoi Dozor                  | Timur Bekmambetov                           | Russland                                                              |
| Das wandelnde Schloss                              | Hayao Miyazaki                              | Japan                                                                 |

## 2005
| Titel                                                                 | Regie                    | Produktionsland                                          |
| --------------------------------------------------------------------- | ------------------------ | -------------------------------------------------------- |
| Die Abenteuer von Sharkboy und Lavagirl in 3-D                        | Robert Rodriguez         | Vereinigte Staaten                                       |
| Beowulf & Grendel                                                     | Sturla Gunnarsson        | Kanada / Island / Vereinigtes Königreich                 |
| BloodRayne                                                            | Uwe Boll                 | Vereinigte Staaten / Deutschland                         |
| Brothers Grimm                                                        | Terry Gilliam            | Vereinigtes Königreich / Tschechien / Vereinigte Staaten |
| Charlie und die Schokoladenfabrik                                     | Tim Burton               | Vereinigte Staaten / Vereinigtes Königreich              |
| Die Chroniken von Narnia: Der König von Narnia                        | Andrew Adamson           | Vereinigte Staaten / Vereinigtes Königreich              |
| Constantine                                                           | Francis Lawrence         | Vereinigte Staaten / Deutschland                         |
| Corpse Bride – Hochzeit mit einer Leiche                              | Tim Burton, Mike Johnson | Vereinigte Staaten                                       |
| The Crow – Wicked Prayer                                              | Lance Mungia             | Vereinigte Staaten / Vereinigtes Königreich              |
| Dungeons & Dragons – Die Macht der Elemente                           | Gerry Lively             | Vereinigte Staaten                                       |
| Fantastic Four                                                        | Tim Story                | Vereinigte Staaten                                       |
| Final Fantasy VII: Advent Children                                    | Tetsuya Nomura           | Japan                                                    |
| Finale – Die Welt im Krieg                                            | Craig R. Baxley          | Vereinigte Staaten / Kanada                              |
| Harry Potter und der Feuerkelch                                       | Mike Newell              | Vereinigtes Königreich / Vereinigte Staaten              |
| Herbie Fully Loaded – Ein toller Käfer startet durch                  | Angela Robinson          | Vereinigte Staaten                                       |
| In einem Land vor unserer Zeit XI – Das Geheimnis der kleinen Saurier | Charles Gosvenor         | Vereinigte Staaten                                       |
| King Kong                                                             | Peter Jackson            | Vereinigte Staaten / Neuseeland                          |
| Kriegerherzen                                                         | Rainer Fränzen           | Deutschland                                              |
| Die Maske 2: Die nächste Generation                                   | Lawrence Guterman        | Vereinigte Staaten                                       |
| MirrorMask                                                            | Dave McKean              | Vereinigtes Königreich                                   |
| Muppets: Der Zauberer von Oz                                          | Krik R. Thatcher         | Vereinigte Staaten                                       |
| The Red Shoes                                                         | Kim Yong-gyun            | Südkorea                                                 |
| Die Schöne und der Geist                                              | Amol Palekar             | Indien                                                   |
| Star Wars: Episode III – Die Rache der Sith                           | George Lucas             | Vereinigte Staaten                                       |
| Tideland                                                              | Terry Gilliam            | Kanada, Vereinigtes Königreich                           |
| Verliebt in eine Hexe                                                 | Nora Ephron              | Vereinigte Staaten                                       |
| Wu Ji – Die Reiter der Winde                                          | Chen Kaige               | Volksrepublik China / Vereinigte Staaten / Südkorea      |
| Zathura – Ein Abenteuer im Weltraum                                   | Jon Favreau              | Vereinigte Staaten                                       |
| Eine zauberhafte Nanny                                                | Kirk Jones               | Vereinigtes Königreich                                   |

## 2006
| Titel                                                    | Regie                      | Produktionsland                                        |
| -------------------------------------------------------- | -------------------------- | ------------------------------------------------------ |
| Aquamarin – Die vernixte erste Liebe                     | Elizabeth Allen            | Vereinigte Staaten                                     |
| Arthur und die Minimoys                                  | Luc Besson                 | Frankreich                                             |
| Bärenbrüder 2                                            | Ben Gluck                  | Vereinigte Staaten                                     |
| Bleach – The Movie: Memories of Nobody                   | Noriyuki Abe               | Japan                                                  |
| Die Chroniken von Erdsee                                 | Gorō Miyazaki              | Japan                                                  |
| Desperation                                              | Mick Garris                | Vereinigte Staaten                                     |
| Dr. Dolittle 3                                           | Rich Thorne                | Vereinigte Staaten                                     |
| Eragon – Das Vermächtnis der Drachenreiter               | Stefen Fangmeier           | Vereinigte Staaten / Vereinigtes Königreich / Ungarn   |
| The Fall                                                 | Tarsem Singh               | Vereinigte Staaten / Indien                            |
| Final Destination 3                                      | James Wong                 | Vereinigte Staaten                                     |
| The Fountain                                             | Darren Aronofsky           | Vereinigte Staaten                                     |
| Fuck                                                     | Brad Armstrong             | Vereinigte Staaten                                     |
| Gefallene Engel                                          | Mikael Salomon             | Vereinigte Staaten                                     |
| Halloweentown 4 – Das Hexencollege                       | David Jackson              | Vereinigte Staaten                                     |
| Das Haus am See                                          | Alejandro Agresti          | Vereinigte Staaten                                     |
| Hellboy – Schwert der Stürme                             | Phil Weinstein, Tad Stones | Vereinigte Staaten                                     |
| Herr der Diebe                                           | Richard Claus              | Deutschland / Luxemburg / Vereinigtes Königreich       |
| Hogfather – Schaurige Weihnachten                        | Vadim Jean                 | Vereinigtes Königreich                                 |
| Ice Age 2 – Jetzt taut’s                                 | Carlos Saldanha            | Vereinigte Staaten                                     |
| The Illusionist                                          | Neil Burger                | Vereinigte Staaten / Tschechien                        |
| In einem Land vor unserer Zeit XII – Die große Flugschau | Charles Gosvenor           | Vereinigte Staaten                                     |
| Jade-Krieger                                             | Antti-Jussi Annila         | Finnland / Niederlande / Volksrepublik China / Estland |
| Jenseits                                                 | Stefan Müller              | Österreich                                             |
| King Tut – Der Fluch des Pharao                          | Russell Mulcahy            | Vereinigte Staaten                                     |
| Klick                                                    | Frank Coraci               | Vereinigte Staaten                                     |
| Das Mädchen aus dem Wasser                               | M. Night Shyamalan         | Vereinigte Staaten                                     |
| Merlin 2 – Der letzte Zauberer                           | David Wu                   | Vereinigte Staaten                                     |
| Nachts im Museum                                         | Shawn Levy                 | Vereinigte Staaten / Vereinigtes Königreich / Kanada   |
| Ostrov – The Island                                      | Pawel Lungin               | Russland                                               |
| Pans Labyrinth                                           | Guillermo del Toro         | Spanien / Mexiko                                       |
| Peer Gynt                                                | Uwe Janson                 | Deutschland                                            |
| Penelope                                                 | Mark Palansky              | Vereinigte Staaten / Vereinigtes Königreich            |
| Pirates of the Caribbean – Fluch der Karibik 2           | Gore Verbinski             | Vereinigte Staaten                                     |
| Prestige – Die Meister der Magie                         | Christopher Nolan          | Vereinigte Staaten / Vereinigtes Königreich            |
| The Restless                                             | Cho Dong-oh                | Südkorea                                               |
| Santa Clause 3 – Eine frostige Bescherung                | Michael Lembeck            | Vereinigte Staaten                                     |
| Schräger als Fiktion                                     | Marc Forster               | Vereinigte Staaten                                     |
| Science of Sleep – Anleitung zum Träumen                 | Michael Gondry             | Frankreich                                             |
| Shaggy Dog – Hör mal, wer da bellt                       | Brian Robbins              | Vereinigte Staaten                                     |
| Skinwalkers                                              | James Isaac                | Vereinigte Staaten                                     |
| Underworld: Evolution                                    | Len Wiseman                | Vereinigte Staaten                                     |
| Wächter des Tages – Dnevnoi Dozor                        | Timur Bekmambetov          | Russland                                               |
| Zathura – Ein Abenteuer im Weltraum                      | Jon Favreau                | Vereinigte Staaten                                     |

## 2007
| Titel                                                                  | Regie                             | Produktionsland                                                    |
| ---------------------------------------------------------------------- | --------------------------------- | ------------------------------------------------------------------ |
| Alisa, das Meermädchen                                                 | Anna Melikyan                     | Russland                                                           |
| Alvin und die Chipmunks – Der Kinofilm                                 | Tim Hill                          | Vereinigte Staaten                                                 |
| Astrópía                                                               | Gunnar B. Gudmundsson             | Island                                                             |
| BloodRayne II: Deliverance                                             | Uwe Boll                          | Kanada / Deutschland                                               |
| Brücke nach Terabithia                                                 | Gábor Csupó                       | Vereinigte Staaten / Neuseeland                                    |
| Dororo                                                                 | Akihiko Shiota                    | Japan                                                              |
| Dragon Wars                                                            | Shim Hyung-rae                    | Südkorea                                                           |
| Es war k’einmal im Märchenland                                         | Paul J. Bolger                    | Vereinigte Staaten / Deutschland                                   |
| Evan Allmächtig                                                        | Tom Shadyac                       | Vereinigte Staaten                                                 |
| Fantastic Four: Rise of the Silver Surfer                              | Tim Story                         | Vereinigte Staaten / Deutschland / Vereinigtes Königreich          |
| Full of It – Lügen werden wahr                                         | Christian Charles                 | Vereinigte Staaten                                                 |
| Die Gebrüder Weihnachtsmann                                            | David Dobkin                      | Vereinigte Staaten                                                 |
| Gefallene Engel 2                                                      | Kevin Kerslake                    | Vereinigte Staaten                                                 |
| Ghost Rider                                                            | Mark Steven Johnson               | Vereinigte Staaten                                                 |
| Der Goldene Kompass                                                    | Chris Weitz                       | Vereinigte Staaten / Vereinigtes Königreich                        |
| Harry Potter und der Orden des Phönix                                  | David Yates                       | Vereinigte Staaten / Vereinigtes Königreich                        |
| Hellboy – Blut und Eisen                                               | Phil Weinstein, Tad Stones        | Vereinigte Staaten                                                 |
| Hellphone                                                              | James Huth                        | Frankreich                                                         |
| Herr Bello                                                             | Ben Verbong                       | Deutschland                                                        |
| Highlander – Die Macht der Vergeltung                                  | Yoshiaki Kawajiri                 | Vereinigte Staaten, Japan                                          |
| Highlander – Die Quelle der Unsterblichkeit                            | Brett Leonard                     | Vereinigte Staaten                                                 |
| I was a Swiss Banker                                                   | Thomas Imbach                     | Schweiz                                                            |
| In einem Land vor unserer Zeit XIII – Auf der Suche nach dem Beerental | Jamie Mitchell, Charles Grosvenor | Vereinigte Staaten                                                 |
| Jugend ohne Jugend                                                     | Francis Ford Coppola              | Vereinigte Staaten / Deutschland / Italien / Frankreich / Rumänien |
| Die Legende von Beowulf                                                | Robert Zemeckis                   | Vereinigte Staaten                                                 |
| Mein Freund, der Wasserdrache                                          | Jay Russell                       | Vereinigte Staaten / Neuseeland                                    |
| Mondmann                                                               | Fritz Böhm                        | Deutschland                                                        |
| Mr. Magoriums Wunderladen                                              | Zack Helm                         | Vereinigte Staaten                                                 |
| Pirates of the Caribbean – Am Ende der Welt                            | Gore Verbinski                    | Vereinigte Staaten                                                 |
| Ratatouille                                                            | Brad Bird, Jan Pinkava            | Vereinigte Staaten                                                 |
| Die Schneekugel                                                        | Ron Lagomarsino                   | Vereinigte Staaten                                                 |
| Schwerter des Königs – Dungeon Siege                                   | Uwe Boll                          | Vereinigte Staaten / Kanada / Deutschland                          |
| Shrek der Dritte                                                       | Chris Miller, Raman Hui           | Vereinigte Staaten                                                 |
| Ein Sommer mit Coo                                                     | Keiichi Hara                      | Japan                                                              |
| Der Sternwanderer                                                      | Matthew Vaughn                    | Vereinigtes Königreich / Vereinigte Staaten                        |
| Sword of the Stranger                                                  | Masahiro Andō                     | Japan                                                              |
| Ein Teufel für Familie Engel                                           | Rolf Silber                       | Deutschland                                                        |
| Tomte Tummetott und der Fuchs                                          | Sandra Schießl                    | Deutschland                                                        |
| Verwünscht                                                             | Kevin Lima                        | Vereinigte Staaten                                                 |
| Wintersonnenwende – Die Jagd nach den sechs Zeichen des Lichts         | David L. Cunningham               | Vereinigte Staaten                                                 |
| Wunder einer Winternacht – Die Weihnachtsgeschichte                    | Juha Wuolijoki                    | Finnland                                                           |
| Yobi, the Five-Tailed Fox                                              | Lee Sung-gang                     | Südkorea                                                           |

## 2008
| Titel                                                 | Regie                                          | Produktionsland                                           |
| ----------------------------------------------------- | ---------------------------------------------- | --------------------------------------------------------- |
| Ba’al – Das Vermächtnis des Sturmgottes               | Paul Ziller                                    | Vereinigte Staaten / Kanada                               |
| Bedtime Stories                                       | Adam Shankman                                  | Vereinigte Staaten                                        |
| Bhoothnath – Ein Geist zum Liebhaben                  | Vivek Sharma                                   | Indien                                                    |
| Die Chroniken von Narnia: Prinz Kaspian von Narnia    | Andrew Adamson                                 | Vereinigte Staaten                                        |
| City of Ember – Flucht aus der Dunkelheit             | Gil Kenan                                      | Vereinigte Staaten                                        |
| The Color of Magic – Die Reise des Zauberers          | Vadim Jean                                     | Vereinigtes Königreich                                    |
| Despereaux – Der kleine Mäuseheld                     | Sam Fell, Robert Stevenhagen                   | Vereinigte Staaten / Vereinigtes Königreich               |
| Die Drachenjäger – Der Film                           | Guillaume Ivernel, Arthur Qwak                 | Frankreich / Luxemburg / Deutschland                      |
| Eine wie keiner                                       | Marco Petry                                    | Deutschland                                               |
| Fire & Ice: The Dragon Chronicles                     | Jean C. Comar                                  | Vereinigte Staaten / Rumänien                             |
| The Fire Dragon Chronicles                            | Stephen Shimek                                 | Vereinigte Staaten                                        |
| The Forbidden Kingdom                                 | Rob Minkoff                                    | Vereinigte Staaten / Volksrepublik China                  |
| Franklyn – Die Wahrheit trägt viele Masken            | Gerald McMorrow                                | Vereinigtes Königreich                                    |
| The Gamers: Dorkness Rising                           | Matt Vancil                                    | Vereinigte Staaten                                        |
| Gefallene Engel 3                                     | Mikael Salomon                                 | Vereinigte Staaten                                        |
| Das Geheimnis der Mondprinzessin                      | Gábor Csupó                                    | Vereinigtes Königreich / Ungarn                           |
| Die Geheimnisse der Spiderwicks                       | Mark Waters                                    | Vereinigte Staaten                                        |
| Hancock                                               | Peter Berg                                     | Vereinigte Staaten                                        |
| Hellboy – Die goldene Armee                           | Guillermo del Toro                             | Vereinigte Staaten / Deutschland                          |
| Horton hört ein Hu!                                   | Jimmy Hayward, Steve Martino                   | Vereinigte Staaten                                        |
| Indiana Jones und das Königreich des Kristallschädels | Steven Spielberg                               | Vereinigte Staaten                                        |
| Krabat                                                | Marco Kreuzpaintner                            | Deutschland                                               |
| Kung Fu Panda                                         | Mark Osborne, John Stevenson                   | Vereinigte Staaten                                        |
| Der Mondbär – Das große Kinoabenteuer                 | Thomas Bodenstein, Mike Maurus, Hubert Weiland | Deutschland                                               |
| Monster Village – Das Dorf der Verfluchten            | Steven R. Monroe                               | Kanada / Vereinigte Staaten                               |
| Die Mumie: Das Grabmal des Drachenkaisers             | Rob Cohen                                      | Vereinigte Staaten                                        |
| Nur über ihre Leiche                                  | Jeff Lowell                                    | Vereinigte Staaten                                        |
| Outlander                                             | Howard McCain                                  | Deutschland / Vereinigte Staaten                          |
| Ponyo – Das große Abenteuer am Meer                   | Hayao Miyazaki                                 | Japan                                                     |
| R.L. Stines Geistermeister – Besuch aus dem Jenseits  | Rich Correll                                   | Vereinigte Staaten                                        |
| Raging Sun, Raging Sky                                | Julián Hernández                               | Mexiko                                                    |
| Die Reise zum Mittelpunkt der Erde                    | Eric Brevig                                    | Vereinigte Staaten / Island                               |
| Scorpion King: Aufstieg eines Kriegers                | Russell Mulcahy                                | Vereinigte Staaten / Südafrika / Deutschland              |
| Der seltsame Fall des Benjamin Button                 | David Fincher                                  | Vereinigte Staaten                                        |
| Splinter                                              | Toby Wilkins                                   | Vereinigte Staaten                                        |
| Tintenherz                                            | Iain Softley                                   | Deutschland / Vereinigtes Königreich / Vereinigte Staaten |
| Twilight – Biss zum Morgengrauen                      | Catherine Hardwicke                            | Vereinigte Staaten                                        |
| Das Vermächtnis der Azteken                           | Farhad Mann                                    | Kanada                                                    |
| Wen die Geister lieben                                | David Koepp                                    | Vereinigte Staaten                                        |
| Die Wilden Kerle 5                                    | Joachim Massannek                              | Deutschland                                               |
| Das Wunder von Loch Ness                              | Michael Rowitz                                 | Deutschland / Österreich                                  |

## 2009
| Titel                                                   | Regie                              | Produktionsland                                        |
| ------------------------------------------------------- | ---------------------------------- | ------------------------------------------------------ |
| 17 Again – Back to High School                          | Burr Steers                        | Vereinigte Staaten                                     |
| Alice im Wunderland                                     | Nick Willing                       | Vereinigtes Königreich, Kanada                         |
| Alvin und die Chipmunks 2                               | Betty Thomas                       | Vereinigte Staaten                                     |
| Arthur und die Minimoys 2 – Die Rückkehr des bösen M    | Luc Besson                         | Frankreich                                             |
| Beauty and the Beast                                    | David Lister                       | Australien                                             |
| Born of Hope                                            | Kate Madison                       | Vereinigtes Königreich                                 |
| Das Geheimnis von Kells                                 | Tomm Moore, Nora Twomey            | Frankreich / Belgien / Irland                          |
| Coraline                                                | Henry Selick                       | Vereinigte Staaten                                     |
| Disneys Eine Weihnachtsgeschichte                       | Robert Zemeckis                    | Vereinigte Staaten                                     |
| Dragonball Evolution                                    | James Wong                         | Vereinigte Staaten / Hongkong / Vereinigtes Königreich |
| Final Destination 4                                     | David R. Elis                      | Vereinigte Staaten                                     |
| From Time to Time                                       | Julian Fellowes                    | Vereinigtes Königreich                                 |
| Das Geheimnis von Noémie                                | Frédérik d'Amours                  | Kanada                                                 |
| Harry Potter und der Halbblutprinz                      | David Yates                        | Vereinigte Staaten / Vereinigtes Königreich            |
| The Hunt for Gollum                                     | Chris Bouchard                     | Vereinigtes Königreich                                 |
| Ice Age 3 – Die Dinosaurier sind los                    | Carlos Saldanha, Michael Thurmeier | Vereinigte Staaten                                     |
| In meinem Himmel                                        | Peter Jackson                      | Vereinigte Staaten                                     |
| Ink                                                     | Jamin Winans                       | Vereinigte Staaten                                     |
| Das Kabinett des Doktor Parnassus                       | Terry Gilliam                      | Vereinigtes Königreich / Kanada / Frankreich           |
| Küss den Frosch                                         | John Musker, Ron Clements          | Vereinigte Staaten                                     |
| The Legend of Goemon                                    | Kazuaki Kiriya                     | Japan                                                  |
| Lippels Traum                                           | Lars Büchel                        | Deutschland                                            |
| Lord of the Elves – Das Zeitalter der Halblinge         | Joseph J. Lawson                   | Vereinigte Staaten                                     |
| Mister Link – Ein fellig verrücktes Abenteuer           | Chris Butler                       | Vereinigte Staaten                                     |
| Mitternachtszirkus – Willkommen in der Welt der Vampire | Paul Weitz                         | Vereinigte Staaten                                     |
| My Little Pony – Der Stern der Wünsche                  | John Grusd                         | Vereinigte Staaten                                     |
| Nachts im Museum 2                                      | Shawn Levy                         | Vereinigte Staaten / Kanada                            |
| New Moon – Biss zur Mittagsstunde                       | Chris Weitz                        | Vereinigte Staaten                                     |
| Oben                                                    | Pete Docter                        | Vereinigte Staaten                                     |
| The Ring Thing                                          | Mark Schippert                     | Schweiz                                                |
| Robin Hood: Beyond Sherwood Forest                      | Peter DeLuise                      | Kanada                                                 |
| So gut wie tot – Dead Like Me: Der Film                 | Stephen Herek                      | Vereinigte Staaten                                     |
| Solomon Kane                                            | Michael J. Bassett                 | Frankreich / Tschechien / Vereinigtes Königreich       |
| Timetrip – Der Fluch der Wikinger-Hexe                  | Mogens Hagedorn                    | Dänemark                                               |
| Under the Mountain                                      | Jonathan King                      | Neuseeland                                             |
| Underworld – Aufstand der Lykaner                       | Patrick Tatopoulos                 | Vereinigte Staaten / Neuseeland                        |
| War of the Wizards                                      | Choi Dong-hun                      | Südkorea                                               |
| Wo die wilden Kerle wohnen                              | Spike Jonze                        | Vereinigte Staaten                                     |
| Wolkig mit Aussicht auf Fleischbällchen                 | Phil Lord, Chris Miller            | Vereinigte Staaten                                     |
| Der Womanizer – Die Nacht der Ex-Freundinnen            | Mark Waters                        | Vereinigte Staaten                                     |
| Wyvern – Die Rückkehr der Drachen                       | Steven R. Monroe                   | Kanada / Vereinigte Staaten                            |